# ルピヤックAOC
AOCルピヤック(Loupillac)は、ガロンヌ川をはさんで、ソーテルヌ地区のバルザック村と接しているボルドーのワイン産地である。ソーテルヌによく似た甘口の白ワインを生産している。天候に恵まれた年には、貴腐ワインも生産しており、ソーテルヌほど知名度がないこともあり、ワインは比較的安価なものが多い。